# Бишкек-баатыр
Бишке́к-бааты́р, или Бишкек-батыр, — легендарный персонаж, считающийся основателем Бишкека, столицы Кыргызстана. Не упоминается в письменных источниках, только в устных преданиях, а детали его биографии носят противоречивый характер.

## История

### Появление легенды
По словам журналистки и автора детских книг Нурии Шагаповой, она является автором легенды о Бишкек-баатыре. В 1991 году обсуждалось переименование города из Фрунзе в Бишкек и историк Владимир Плоских обратил её внимание на этот вопрос, но она не нашла никакой информации, только упоминание некоего героя по имени Бишкек в сноске в книге археолога Валентины Горячевой. По её словам, она придумала черты характера для Бишкек-баатыра и написала про него легенду, а позднее опубликовала её в газете «Чуйские известия» как сказку-версию.
В 2003 году, когда отмечалось 125-летие Бишкека, Шагапова прочла придуманную ей легенду в газете «МСН» и ещё одной газете.

### Установка памятника
В 2012 году общественные объединения «Солто» и «Бишкек баатыр» инициировали установку памятника Бишкек-баатыру. Организации провели марафон и собрали 7 миллионов сомов, позднее сумма собранных денег выросла до 8 миллионов. Организациям долгое время не удавалось решить вопрос с выделением участка под установку памятника.
В 2018 году Бишкекглавархитектура провела конкурс на установку памятника Бишкек-баатыру, в котором участвовало 18 кандидатов. Под памятник было выделено место на пересечении проспекта Эркиндик и проспекта Чуй.
В 2019 году победителем конкурса стал проект художника-скульптора Адиля Сейталиева, предусматривающий памятник высотой в 3 метра с фундаментом высотой 1,5 метра. В 2020 году началась закладка фундамента памятника.
В марте 2021 года выяснилось, что на устанавливаемом памятнике имеется надпись «Бишкек Баатыр — основатель столицы Кыргызстана». Бишкекглавархитектура заявила, что согласовала установку памятника Бишкек-баатыру, но без каких-либо надписей, поскольку «историки расходятся во мнениях и научно доказанных сведений о том, что основателем города является именно он», и что она направила общественной организации «Бишкек Баатыр» письмо о несоответствии памятника согласованному проекту.
В апреле 2021 года состоялось торжественное открытие памятника с участием президента Кыргызстана Садыра Жапарова, который назвал Бишкек-баатыра «знаменитым человеком, имя которого носит столица нашей страны».

## Легендарная биография
Сведения о жизни и деятельности Бишкек-баатыра, имеющиеся в санжыре и устных преданиях, носят противоречивый характер. Период жизни Бишкек-баатыра они относят к концу XVII — началу XVIII века.
Бишкека-баатыра связывают с малым родом бишкек рода «солто», представители которого живут в Чуйской и Таласской долинах. В частности, председатель общественной организации «Бишкек Баатыр» Жамиля Алымбекова называет себя потомком Бишкек-баатыра.
По словам Алымбековой, Бишкек родился приблизительно в 1702 году, был главой поселения, существовавшего на месте центра современного Бишкека, в 1725 году собрал ополчение против напавшего врага, за что и стал именоваться Бишкек-баатыром, а умер в возрасте 72 лет.
По легенде, основанное Бишкеком поселение располагалось на месте современного кинотеатра «Иссык-Куль», и люди, останавливавшиеся у него, говорили «мы ездили к Бишкеку», из-за чего это место и стали называть Бишкеком.
По версии президента Кыргызстана Садыра Жапарова, на месте захоронения Бишкек-баатыра был воздвигнут мавзолей, вокруг которого стали селиться люди и образовалась крепость Пишпек-Ата, постепенно ставшая большим городом.

## Критика
Согласно результатам археологических исследований, Джуль — первое городское поселение на месте современного Бишкека — появилось в VI веке и существовало до XIII века. В 1825 году на месте современного Бишкека была основана кокандская крепость, а в 1864 году — казачий пост-пикет, возле которого в 1868 году появилось крестьянское поселение Пишпек. В 1878 году российское уездное управление было перенесено из Токмака в Пишпек, эта дата сейчас считается официальной датой основания города. Историк Павел Дятленко пишет, что поскольку Бишкек-баатыр не упоминается в научных источниках, связанных с указанными выше событиями, он не имеет отношения к основанию Бишкека.
Дятленко также отмечает, что Бишкек-баатыр не упоминается в российских, китайских, кокандских и других письменных источниках, только в санжыре и устных преданиях. Доктор исторических наук Ташманбет Кененсариев пишет, что нет архивных материалов, доказывающих существование Бишкек-баатыра, только устная родословная, и потому требуется провести научную конференцию, чтобы удостовериться в его биографии и чтобы история с ним не оказалась выдумкой. Директор Института истории НАН КР Джениш Джунушалиев пишет, что существование Бишкек-баатыра не было доказано.
Доктор исторических наук Зайнидин Курманов пишет, что кыргызы, будучи кочевниками, не создавали города, а потому основателем Бишкека не может быть Бишкек-баатыр. По словам писательницы Шагаповой, утверждающей, что она придумала легенду о Бишкек-баатыре, именами героев называют детей, но Бишкек не используется в качестве имени.
Драматург Бексултан Жакиев раскритиковал установку памятника Бишкек-баатыру вместо того, чтобы ставить памятники героям эпоса «Манас» или жертвам восстания 1916 года.
При этом доктор исторических наук Доолотбек Сапаралиев выпустил книгу «Бишкек и Пишбек баатыр: в исторических документах и преданиях» под рецензией академика Владимира Плоских, в которой описал Пишбек-баатыра как реальную историческую личность.